# 春ノ山竜尚
春ノ山 竜尚（はるのやま たつなお、1976年8月2日 - ）は、愛知県豊田市出身で松ヶ根部屋に所属した元大相撲力士。本名は春山 竜尚（はるやま たつなお）。身長188cm、体重180kg。得意技は左四つ・寄り。最高位は東前頭10枚目（2004年5月場所）。 趣味はテレビ鑑賞、血液型はO型。

## 来歴
元在日朝鮮人（三世）。元幕下・嶋の龍の実弟。小学校1年生から相撲を始め、全国大会でも活躍した。また柔道も強く、愛知県大会では見事に優勝を収めた。子供の頃から相撲が好きだったという。

## 力士として
豊田市立逢妻中学校卒業後の1992年3月場所で初土俵を踏んだ。2000年11月場所に新十両。1場所で幕下に落ちたが、2001年1月場所西幕下筆頭で全勝優勝を飾り十両に復帰した。そこから約3年十両で足踏みしたが2004年3月場所待望の入幕を果たした。
しかし幕内に定着できず3場所で陥落、2005年1月場所に3場所ぶりに幕内復帰を果たすが、西前頭15枚目で膝の怪我のため全休となり、番付を十両下位まで大きく落とした。以後幕内には返り咲けず、2005年9月場所から2006年3月場所まで4場所連続負け越し、5月場所の番付は西十両14枚目に番付を落とした。その場所は8勝7敗と勝ち越したが、翌7月場所は東十両13枚目の地位で5勝10敗と負け越し、9月場所には東幕下4枚目まで陥落した。幕下でも膝の古傷が影響し、本来の相撲が取れず5敗目を喫した取組を最後に休場。翌11月場所も初日から休場していたが、7日目に体力の限界を理由に引退を表明。準年寄として後進の指導に当たる。2007年1月29日に両国国技館で断髪式を行った。女性も参加できるようにという配慮から本土俵脇の向正面側に壇を設置して、100人を超える女性がはさみを入れた。最後は土俵の上に移動して大銀杏を切り落とした。

## エピソード
- 仕切りの際、塩を取る手は左手である。これは新十両の時に連敗が続き、気分転換に左手で塩を撒き連敗が止まったため以降利き手である右手から左手に変えた。
- 中学の同級生に同じ部屋の薩摩錦がいる。薩摩錦は中学2年のときに鹿児島から転校してきたが、苗字が同じ「春山」であったためお互い意気投合。大の親友になり、一緒に角界入りすることを決めたという。
- 引退後準年寄となったが、その後準年寄制度が廃止された。その時点で準年寄であった闘牙、隆の鶴らが次々に年寄名跡を工面して襲名し、史上最後の準年寄になった。準年寄としての在任期限直前の2007年11月25日に竹縄の年寄名跡を襲名したが、栃栄の引退に伴い、2008年1月場所を持って協会を退職した。
- 現在は、故郷の豊田市下林町にてちゃんこダイニング「どすこい酒場 ちゃんこ 春ノ山」を経営している。

## 主な成績
- 生涯成績：426勝410敗49休 勝率.510
- 幕内成績：16勝29敗15休 勝率.356
- 現役在位：89場所
- 幕内在位：4場所
- 各段優勝
  - 幕下優勝：1回（2001年1月場所）

### 場所別成績
| | 一月場所 初場所（東京）  | 三月場所 春場所（大阪） | 五月場所 夏場所（東京） | 七月場所 名古屋場所（愛知） | 九月場所 秋場所（東京） | 十一月場所 九州場所（福岡） |
| --- | ------------------------ | ----------------------- | ----------------------- | --------------------------- | ----------------------- | --------------------------- |
| 1992年 （平成4年） | x                        | （前相撲）              | 西序ノ口9枚目 6–1       | 西序二段78枚目 4–3          | 東序二段53枚目 3–4      | 東序二段73枚目 5–2          |
| 1993年 （平成5年） | 東序二段26枚目 4–3       | 西序二段7枚目 3–4       | 東序二段28枚目 5–2      | 西三段目84枚目 3–4          | 東序二段筆頭 4–3        | 東三段目82枚目 5–2          |
| 1994年 （平成6年） | 東三段目54枚目 3–4       | 東三段目74枚目 5–2      | 西三段目42枚目 2–5      | 東三段目69枚目 3–4          | 東三段目89枚目 4–3      | 東三段目71枚目 4–3          |
| 1995年 （平成7年） | 東三段目53枚目 4–3       | 西三段目36枚目 4–3      | 西三段目21枚目 5–2      | 西幕下56枚目 2–5            | 西三段目20枚目 5–2      | 東幕下53枚目 3–4            |
| 1996年 （平成8年） | 西三段目4枚目 4–3        | 西幕下54枚目 4–3        | 東幕下44枚目 4–3        | 西幕下36枚目 4–3            | 東幕下25枚目 3–4        | 東幕下33枚目 3–4            |
| 1997年 （平成9年） | 東幕下44枚目 3–4         | 西幕下53枚目 4–3        | 東幕下43枚目 3–4        | 西幕下53枚目 4–3            | 東幕下44枚目 3–4        | 西幕下53枚目 5–2            |
| 1998年 （平成10年） | 東幕下32枚目 5–2         | 東幕下17枚目 4–3        | 西幕下13枚目 1–4–2      | 東幕下35枚目 休場 0–0–7     | 東幕下35枚目 3–4        | 西幕下44枚目 5–2            |
| 1999年 （平成11年） | 西幕下30枚目 5–2         | 西幕下16枚目 3–4        | 西幕下26枚目 4–3        | 東幕下19枚目 4–3            | 東幕下11枚目 4–3        | 東幕下6枚目 2–5             |
| 2000年 （平成12年） | 西幕下20枚目 4–3         | 東幕下13枚目 4–3        | 西幕下10枚目 4–3        | 東幕下6枚目 4–3             | 東幕下4枚目 4–3         | 東十両13枚目 7–8            |
| 2001年 （平成13年） | 西幕下筆頭 優勝 7–0      | 東十両8枚目 9–6         | 東十両4枚目 6–9         | 西十両9枚目 8–7             | 東十両7枚目 8–7         | 西十両6枚目 7–8             |
| 2002年 （平成14年） | 西十両7枚目 6–9          | 東十両10枚目 9–6        | 西十両4枚目 5–6–4       | 東十両10枚目 休場 0–0–15    | 東十両10枚目 6–9        | 西十両13枚目 9–6            |
| 2003年 （平成15年） | 東十両9枚目 6–9          | 西十両10枚目 8–7        | 東十両7枚目 7–8         | 西十両8枚目 7–8             | 西十両8枚目 9–6         | 西十両5枚目 8–7             |
| 2004年 （平成16年） | 東十両3枚目 10–5         | 東前頭14枚目 9–6        | 東前頭10枚目 4–11       | 東前頭16枚目 3–12           | 東十両6枚目 8–7         | 東十両5枚目 11–4            |
| 2005年 （平成17年） | 西前頭15枚目 休場 0–0–15 | 西十両10枚目 5–10       | 西十両12枚目 8–7        | 東十両7枚目 10–5            | 東十両筆頭 5–10         | 西十両6枚目 6–9             |
| 2006年 （平成18年） | 西十両8枚目 7–8          | 東十両9枚目 5–10        | 西十両14枚目 8–7        | 東十両13枚目 5–10           | 西幕下4枚目 0–5–2       | 西幕下39枚目 引退 0–0–4     |
| 各欄の数字は、「勝ち-負け-休場」を示す。 優勝 引退 休場 十両 幕下 三賞：敢=敢闘賞、殊=殊勲賞、技=技能賞 その他：★=金星 番付階級：幕内 - 十両 - 幕下 - 三段目 - 序二段 - 序ノ口 幕内序列：横綱 - 大関 - 関脇 - 小結 - 前頭（「#数字」は各位内の序列） |                          |                         |                         |                             |                         |                             |

### 幕内対戦成績
| 力士名   | 勝数 | 負数 | 力士名   | 勝数 | 負数 | 力士名 | 勝数 | 負数 | 力士名 | 勝数 | 負数 |
| -------- | ---- | ---- | -------- | ---- | ---- | ------ | ---- | ---- | ------ | ---- | ---- |
| 朝赤龍   | 0    | 1    | 朝乃若   | 0    | 1    | 安美錦 | 2(1) | 0    | 岩木山 | 1    | 0    |
| 潮丸     | 1(1) | 0    | 皇司     | 0    | 1    | 海鵬   | 0    | 2    | 春日王 | 0    | 1    |
| 春日錦   | 1    | 0    | 金開山   | 0    | 1    | 黒海   | 0    | 1    | 琴ノ若 | 0    | 2    |
| 琴龍     | 0    | 2    | 十文字   | 0    | 1    | 隆乃若 | 0    | 1    | 豪風   | 1    | 0    |
| 千代天山 | 1    | 0    | 闘牙     | 1    | 2    | 時津海 | 1    | 0    | 時天空 | 0    | 1    |
| 土佐ノ海 | 0    | 1    | 栃栄     | 0    | 2    | 栃乃洋 | 0    | 1    | 豊桜   | 1    | 0    |
| 白鵬     | 0    | 1    | 普天王   | 1    | 2    | 武雄山 | 1    | 2    | 燁司   | 1    | 0    |
| 若兎馬   | 1    | 0    | 和歌乃山 | 1    | 0    |        |      |      |        |      |      |

## 略歴
- 初土俵：1992年3月場所
- 新十両：2000年11月場所
- 新入幕：2004年3月場所

## 改名歴
- 春山 竜尚（はるやま たつなお）1992年3月場所 - 1997年1月場所
- 豊毅竜 竜尚（ときりゅう - ）1997年3月場所 - 1999年1月場所
- 春山 竜尚（はるやま - ）1999年3月場所 - 2000年9月場所
- 春ノ山 竜尚（はるのやま - ）2000年11月場所 - 2006年11月場所

## 年寄変遷
- 春ノ山 竜尚（はるのやま）2006年11月 - 2007年11月〔準年寄〕
- 竹縄 竜尚（たけなわ）2007年11月 - 2008年1月

## 春ノ山命名の経緯
- 春ノ山の名前は、知人から「（画数を）一画増やしたほうがいい」といわれたので命名したという。